# Спектральна теорія
У математиці, спектральна теорія — загальний термін для теорій, які розширюють поняття власних векторів і власних чисел квадратної матриці на більш ширшу теорію структури операторів у різноманітних математичних просторах.  
Дана теорія — результат досліджень лінійної алгебри, систем лінійних рівнянь та їх узагальнень.  
Спектральна теорія пов’язана з теорією аналітичних функцій, оскільки спектральні властивості оператора пов’язані з аналітичними функціями спектрального параметра.

## Спектральна теорія у математиці
Термін спектральна теорія був введений Давідом Гільбертом у його оригінальному формулюванні теорії гільбертових просторів, яка була представлена в термінах квадратичних форм нескінченної кількості змінних. 
Таким чином, оригінальна спектральна теорема була задумана як узагальнення теореми про головні осі еліпсоїда на нескінченновимірний випадок. 
Тому, пізніше відкриття в квантовій механіці того, що спектральна теорія може пояснити особливості атомних спектрів, було випадковим. 
Сам Гільберт був здивований несподіваним застосуванням цієї теорії, зазначивши, що "Я розробив теорію нескінченної кількості змінних із суто математичних інтересів і навіть назвав її “спектральним аналізом”, не передбачаючи, що вона згодом знайде застосування при дослідженні спектрів у фізиці."
Існують три основних шляхи формулювання спектральної теорії, кожен з яких знаходить застосування в різних областях. 
Після оригінального формулювання Гільберта, подальший розвиток абстрактних гільбертових просторів і спектральної теорії окремих нормальних операторів на них, добре відповідали вимогам фізики, прикладом чого є дослідження фон Неймана.
Подальша теорія, побудована на цьому, використовувала банахові алгебри. 
Цей розвиток привів до представлень Гельфанда, які охоплюють комутативний випадок, і далі до некомутативного гармонічного аналізу.
Різницю між цими підходами можна побачити розглянувши зв’язок із аналізом Фур'є. 
Перетворення Фур'є на дійсній прямій є в деякому сенсі спектральною теорією диференціювання за допомогою диференціального оператора. 
Але, щоб мати можливість працювати з такими об’єктами, треба вже розглядати узагальнені власні функції (наприклад, за допомогою оснащеного гільбертового простору). 
З іншого боку, легко побудувати групову алгебру, спектр якої буде охоплювати більшість властивостей перетворення Фур'є, і це досягається за допомогою дуальності Понтрягіна.
Також можна вивчати спектральні властивості операторів на банахових просторах. 
Наприклад, компактні оператори на цих просторах мають спектральні властивості, аналогічні властивостям матриць.

## Спектральна теорія у фізиці
Використання спектральної теорії у фізиці вібрацій можна обґрунтувати наступним чином:
Спектральна теорія пов’язана з дослідженням локальних коливань різних об’єктів, починаючи від атомів і молекул в хімії до перешкод в акустичних хвилеводах. Ці коливання мають частоти, і задача полягає в тому, щоб визначити, коли виникають ці локалізовані коливання, і як обчислити частоти. Це дуже складна проблема, оскільки кожен об’єкт має не лише основний тон, а й складний набір обертонів, які радикально відрізняються від одного тіла до іншого.
Такі фізичні ідеї не мають нічого спільного з математичною теорією на технічному рівні, але є прикладами непрямого використання (див.,наприклад, запитання Марка Каца „Чи чуєте ви форму барабана?“). 
Запозичення Гільбертом терміну “спектр” пов’язане з роботою Вільгельма Віртінгера про диференціальне рівняння Гілла 1897 року (як стверджує Жан Д'єдонне), і це підхопили його учні в першому десятилітті двадцятого століття, серед яких Ерхард Шмідт і Герман Вейль. 
Ерхард Шмідт та Фріґіс Рісс на основі ідей Гільберта розробили концептуальну основу
гільбертового простору.
Майже двадцять років потому, після побудови квантової механіки на основі рівняння Шредінгера, було встановлено зв’язок із атомними спектрами. Як зазначав Анрі Пуанкаре, зв’язок з математичною фізикою вібрацій вже розглядався раніше, але він був відхилений через прості якісні причини, а саме через відсутність пояснення серії Бальмера.  
Пізніші відкриття в квантовій механіці, а саме здатність спектральної теорії пояснити особливості атомних спектрів, виявились випадковими, а не результатом досліджень спектральної теорії Гільберта.

## Визначення спектру
Розглянемо обмежене лінійне перетворення {\displaystyle T}, визначене скрізь над загальним банаховим простором. Розглянемо перетворення
{\displaystyle R_{\zeta }=(\zeta I-T)^{-1}.}
Тут {\displaystyle I} — тотожний оператор, а {\displaystyle \zeta } — комплексне число. Обернений оператор для оператора {\displaystyle T}, тобто {\displaystyle T^{-1}}, визначається як
{\displaystyle TT^{-1}=T^{-1}T=I.}
Якщо {\displaystyle T^{-1}} існує, то оператор {\displaystyle T} називається регулярним. Якщо не існує — синґулярним.
За цими означеннями резольвентна множина оператора {\displaystyle T} — множина всіх комплексних чисел {\displaystyle \zeta } таких, що перетворення {\displaystyle R_{\zeta }} існує і є обмеженим. 
Цю множину часто позначають як {\displaystyle \rho (T)}. Спектр оператора {\displaystyle T} — це множина всіх комплексних чисел {\displaystyle \zeta } для яких перетворення {\displaystyle R_{\zeta }} не існує або є необмеженим. 
Функція {\displaystyle R_{\zeta }} для всіх {\displaystyle \zeta } в {\displaystyle \rho (T)} (тобто скрізь, де {\displaystyle R_{\zeta }}
існує як обмежений оператор) називається резольвентою оператора {\displaystyle T}.
Отже, спектр оператора {\displaystyle T} є доповненням до резольвентної множини оператора {\displaystyle T} у комплексній площині. 
Кожне власне значення оператора {\displaystyle T} належить {\displaystyle \sigma (T)}, але {\displaystyle \sigma (T)} можуть належати числа, які не є власними значеннями.
Це означення використовується для банахового простору, але, звичайно, існують й інші типи просторів, наприклад, топологічні векторні простори, які включають і банахові простори, але можуть бути більш загальніші простори.
З іншого боку, до банахових просторів відносяться і гільбертові простори, і саме ці простори знаходять застосування та найбагатші результати.
З відповідними обмеженнями можна багато сказати про структуру спектрів перетворень в гільбертовому просторі. 
Зокрема, для  самоспряжених операторів спектр належить дійсній прямій і (у загальному випадку) є спектральною комбінацією точкового спектра дискретних власних значень та неперервного спектра.

## Коротко про спектральну теорію
У функціональному аналізі та лінійній алгебрі спектральна теорема визначає умови за яких оператор може бути представлений у простішій формі як сума більш простих операторів. Оскільки повне строге пред- ставлення не підходить для цієї статті, то використовуємо підхід, який дозволяє уникнути більшої частини строгості і задовольняє формальному розгляду з метою бути зрозумілішим для неспеціаліста.
Дану тему найлегше описати увівши бра-кет систему позначень Дірака для операторів. 
Наприклад, дуже частинний лінійний оператор {\displaystyle L} можна записати у вигляді діадичного добутку:
{\displaystyle L=|k_{1}\rangle \langle b_{1}|,}
у термінах "бра" {\displaystyle \langle b_{1}|} і "кет" {\displaystyle |k_{1}\rangle }.
Функція {\displaystyle f} описується кетом як {\displaystyle |f\rangle }.
Функція {\displaystyle f(x)} визначена на координатах {\displaystyle (x_{1},x_{2},x_{3},\dots )} позначається як
{\displaystyle f(x)=\langle x,f\rangle }
і модуль функції {\displaystyle f} визначається за допомогою формули
{\displaystyle \|f\|^{2}=\langle f,f\rangle =\int \langle f,x\rangle \langle x,f\rangle \,{\rm {d}}x=\int f^{*}(x)f(x)\,{\rm {d}}x,}
де позначення "{\displaystyle *}" — це комплексне спряження.
Такий вибір внутрішнього добутку визначає дуже специфічний передгільбертів простір, що обмежує загальність наведених нижче аргументів.
Тоді дія оператора {\displaystyle L} на функцію {\displaystyle f} має вигляд
{\displaystyle L|f\rangle =|k_{1}\rangle \langle b_{1}|f\rangle ,}
тобто у результаті дії оператора {\displaystyle L} на функцію {\displaystyle f} утворюється нова функція {\displaystyle |k_{1}\rangle }, яку помножено на внутрішній добуток {\displaystyle \langle b_{1}|f\rangle }.
У більш загальному випадку лінійний оператор {\displaystyle L} можна представити як
{\displaystyle L=\lambda _{1}|e_{1}\rangle \langle f_{1}|+\lambda _{2}|e_{2}\rangle \langle f_{2}|+\lambda _{3}|e_{3}\rangle \langle f_{3}|+\dots ,}
де {\displaystyle \{\lambda _{i}\}} — скаляри, {\displaystyle \{|e_{i}\rangle \}} — базис, {\displaystyle \{\langle f_{i}|\}} — дуальний базис простору.
Зв'язок між базисом і дуальним базисом частково можна описати наступним чином:
{\displaystyle \langle f_{i}|e_{j}\rangle =\delta _{ij}.}
Якщо використовувати такий формалізм, то {\displaystyle \{\lambda _{i}\}} — це власні значення, а {\displaystyle \{|e_{i}\rangle \}} — це власні функції оператора {\displaystyle L}. Власні значення знаходяться в спектрі оператора {\displaystyle L}.
Деякі природні запитання:
- За яких обставин працює цей формалізм, і для яких операторів {\displaystyle L} можливі розклади в ряди інших операторів?
- Чи можна виразити будь-яку функцію {\displaystyle f} через власні функції (вони утворюють базис Шаудера[en]) і за яких обставин виникає точковий чи неперервний спектр?
- Чим відрізняються формалізми нескінченновимірних та скінченновимірних просторів?
- Чи можна узагальнити ці ідеї на інші класи функціональних просторів?

Відповіді на ці питання відносяться до спектральної теорії і потребують значних знань в області функціонального аналізу та матричної алгебри.

## Розклад одиниці
Тут представлено підхід, не досить строгий як і в попередньому пункті, з використанням бра-кет позначень і опусканням багатьох деталей важливих у випадку строгого викладу.
Строгий математичний виклад матеріалу можна знайти в різноманітних джерелах.
Зокрема, розмірність {\displaystyle n} простору буде скінченною.
Використовуючи бра-кет позначення наведені вище, тотожний оператор можна записати як
{\displaystyle I=\sum _{i=1}^{n}|e_{i}\rangle \langle f_{i}|,}
де як і вище вважаємо, що {\displaystyle \{|e_{i}\rangle \}} — базис і {\displaystyle \{\langle f_{i}|\}} — дуальний базис для простору, що задовольняє рівність
{\displaystyle \langle f_{i}|e_{j}\rangle =\delta _{ij}.}
Це співвідношення для тотожної операції називається представленням або розкладом одиниці.
Це формальне представлення задовольняє основну властивість для тотожного оператора
{\displaystyle I^{k}=I,}
яка справедлива для будь-якого натурального числа {\displaystyle k}.
Застосовуючи розклад одиниці до будь-якої функції з простору {\displaystyle |\psi \rangle }, отримуємо формулу
{\displaystyle I|\psi \rangle =|\psi \rangle =\sum _{i=1}^{n}|e_{i}\rangle \langle f_{i}|\psi \rangle =\sum _{i=1}^{n}c_{i}|e_{i}\rangle ,}
яка є узагальненням розкладу Фур'є функції {\displaystyle \psi } у термінах базисних функцій {\displaystyle \{e_{i}\}}.
Тут {\displaystyle c_{i}=\langle f_{i}|\psi \rangle }.
Нехай задано деяке операторне рівняння вигляду
{\displaystyle O|\psi \rangle =|h\rangle }
з функцією {\displaystyle h} із простору, це рівняння можна розв'язати у вищевказаному базисі за допомогою формальних маніпуляцій:
{\displaystyle O|\psi \rangle =\sum _{i=1}^{n}c_{i}\left(O|e_{i}\rangle \right)=\sum _{i=1}^{n}|e_{i}\rangle \langle f_{i}|h\rangle ,}
{\displaystyle \langle f_{j}|O|\psi \rangle =\sum _{i=1}^{n}c_{i}\langle f_{j}|O|e_{i}\rangle =\sum _{i=1}^{n}\langle f_{j}|e_{i}\rangle \langle f_{i}|h\rangle =\langle f_{j}|h\rangle ,\quad \forall j,}
які перетворюють операторне рівняння в матричне рівняння, яке визначає невідомі коефіцієнти {\displaystyle c_{j}} в термінах узагальнених коефіцієнтів Фур'є {\displaystyle \langle f_{j}|h\rangle } функції {\displaystyle h}  і матричні елементи {\displaystyle O_{ji}=\langle f_{j}|O|e_{i}\rangle } оператора {\displaystyle O}.
Роль спектральної теорії полягає у встановленні природи й існування базису та дуального базису.
Зокрема, базис може складатися з власних функцій деякого лінійного оператора {\displaystyle L}:
{\displaystyle L|e_{i}\rangle =\lambda _{i}|e_{i}\rangle ,}
де {\displaystyle \{\lambda _{i}\}} — власні значення оператора {\displaystyle L} зі спектру оператора {\displaystyle L}.
Тоді розклад одиниці наведений вище забезпечує діадний розклад для оператора {\displaystyle L}:
{\displaystyle LI=L=\sum _{i=1}^{n}L|e_{i}\rangle \langle f_{i}|=\sum _{i=1}^{n}\lambda _{i}|e_{i}\rangle \langle f_{i}|.}

## Резольвентний оператор
Використовуючи спектральну теорію, резольвентний оператор {\displaystyle R},
{\displaystyle R=(\lambda I-L)^{-1},}
можна оцінити в термінах власних функцій і власних значень оператора {\displaystyle L} і знайти функцію Гріна, що відповідає оператору {\displaystyle L}.
Застосовуючи оператор {\displaystyle R} до деякої довільної функції {\displaystyle \varphi } простору, отримуємо
{\displaystyle R|\varphi \rangle =(\lambda IL)^{-1}|\varphi \rangle =\sum _{i=1}^{n}{\frac {1}{\lambda -\lambda _{i}}}|e_{i}\rangle \langle f_{i}|\varphi \rangle .}
Ця функція має полюси в комплексній {\displaystyle \lambda } — площині для кожного власного значення оператора {\displaystyle L}.
Таким чином, використовуючи теорію лишків,
{\displaystyle {\frac {1}{2\pi {\rm {i}}}}\oint _{C}R|\varphi \rangle {\rm {d}}\lambda =-\sum _{i=1}^{n}|e_{i}\rangle \langle f_{i}|\varphi \rangle =-|\varphi \rangle ,}
де криволінійний інтеграл береться за контуром {\displaystyle C}, який включає всі власні значення оператора {\displaystyle L}.
Нехай наші функції визначені за деякими координатами {\displaystyle \{x_{j}\}}, тобто
{\displaystyle \langle x,\varphi \rangle =\varphi (x_{1},x_{2},\dots ),}
де {\displaystyle \delta (x-y)=\delta (x_{1}-y_{1},x_{2}-y_{2},x_{3}-y_{3},\dots )} — дельта-функція Дірака, тоді можна записати
{\displaystyle \langle x,\varphi \rangle =\int \langle x,y\rangle \langle y,\varphi \rangle \,{\rm {d}}y.}
Отже,
{\displaystyle {\begin{aligned}\left\langle x,{\frac {1}{2\pi {\rm {i}}}}\oint _{C}{\frac {\varphi }{\lambda I-L}}\,{\rm {d}}\lambda \right\rangle &={\frac {1}{2\pi {\rm {i}}}}\oint _{C}{\rm {d}}\lambda \left\langle x,{\frac {\varphi }{\lambda I-L}}\right\rangle \\&={\frac {1}{2\pi {\rm {i}}}}\oint _{C}{\rm {d}}\lambda \int {\rm {d}}y\left\langle x,{\frac {y}{\lambda I-L}}\right\rangle \langle y,\varphi \rangle .\end{aligned}}}
Функція {\displaystyle G(x,y;\lambda )}, визначена як
{\displaystyle {\begin{aligned}G(x,y;\lambda )&=\left\langle x,{\frac {y}{\lambda I-L}}\right\rangle \\&=\sum _{i=1}^{n}\sum _{j=1}^{n}\langle x,e_{i}\rangle \left\langle f_{i},{\frac {e_{j}}{\lambda I-L}}\right\rangle \langle f_{j},y\rangle \\&=\sum _{i=1}^{n}{\frac {\langle x,e_{i}\rangle \langle f_{i},y\rangle }{\lambda -\lambda _{i}}}\\&=\sum _{i=1}^{n}{\frac {e_{i}(x)f_{i}^{*}(y)}{\lambda -\lambda _{i}}},\end{aligned}}}
називається функцією Гріна для оператора {\displaystyle L} і задовольняє співвідношення:
{\displaystyle {\frac {1}{2\pi {\rm {i}}}}\oint _{C}G(x,y;\lambda )\,{\rm {d}}\lambda =-\sum _{i=1}^{n}\langle x,e_{i}\rangle \langle f_{i},y\rangle =-\langle x,y\rangle =-\delta (x-y).}

## Операторні рівняння
Розглянемо операторне рівняння
{\displaystyle (O-\lambda I)|\psi \rangle =|h\rangle }
у координатній формі
{\displaystyle \int \langle x,(O-\lambda I)y\rangle \langle y,\psi \rangle \,{\rm {d}}y=h(x).}
Частинним випадком є {\displaystyle \lambda =0}.
Функція Гріна, визначена в попередньому розділі, має вигляд:
{\displaystyle \langle y,G(\lambda )z\rangle =\langle y,(O-\lambda I)^{-1}z\rangle =G(y,z;\lambda )}
і задовольняє рівняння
{\displaystyle {\begin{aligned}\int \langle x,(O-\lambda I)y\rangle \langle y,G(\lambda )z\rangle \,{\rm {d}}y&=\int \langle x,(O-\lambda I)y\rangle {\big \langle }y,(O-\lambda I)^{-1}z{\big \rangle }{\rm {d}}y\\&=\langle x,z\rangle =\delta (x-z).\end{aligned}}}
Використовуючи властивість функції Гріна
{\displaystyle \int \langle x,(O-\lambda I)y\rangle G(y,z;\lambda )\,{\rm {d}}y=\delta (x-z),}
а потім домноживши обидві частини рівняння на {\displaystyle h(z)} та проінтегрувавши, отримаємо
{\displaystyle \int {\rm {d}}zh(z)\int {\rm {d}}y\langle x,(O-\lambda I)y\rangle G(y,z;\lambda )=\int {\rm {d}}y\langle x,(O-\lambda I)y\rangle \int {\rm {d}}zh(z)G(y,z;\lambda )=h(x),}
що передбачає розв'язок
{\displaystyle \psi (x)=\int h(z)G(x,z;\lambda )\,{\rm {d}}z.}
Тобто функція {\displaystyle \psi (x)}, яка задовольняє операторному рівнянню, буде знайдена, якщо знайти спектр {\displaystyle O} і побудувати функцію Гріна {\displaystyle G}, наприклад, використовуючи формулу
{\displaystyle G(x,z;\lambda )=\sum _{i=1}^{n}{\frac {e_{i}(x)f_{i}^{*}(z)}{\lambda -\lambda _{i}}}.}
Звичайно, є багато інших способів знайти функцію Гріна {\displaystyle G}.
Для більш детальної інформації можна ознайомитися зі статтями, присвяченими функціям Гріна та інтегральним рівнянням Фредгольма.
З іншого боку, не слід забувати, що попередній аналіз є чисто формальним, і що строгий розгляд цих рівнянь вимагає досить складну математичну складову, що включає, зокрема, хороші базові знання в області функціонального аналізу, гільбертових просторів, узагальнених функцій і так далі.
Зверніться до цих статей і посилань для більш детальної інформації.

## Спектральна теорема і відношення Релея
Задачі оптимізації можуть бути найкориснішими прикладами комбінаторної значущості власних значень і власних векторів у симетричних матрицях, особливо для відношення Релея відносно матриці {\displaystyle M}.
Теорема. Нехай {\displaystyle M} — симетрична матриця, а {\displaystyle {\boldsymbol {x}}} — ненульовий вектор, який максимізує відношення Релея відносно матриці {\displaystyle M}. Тоді {\displaystyle {\boldsymbol {x}}} є власним вектором матриці {\displaystyle M} з власним значенням, що дорівнює відношенню Релея. Більше того, це власне значення є найбільшим власним значенням матриці {\displaystyle M}.
Доведення. Нехай має місце спектральна теорема.
Нехай {\displaystyle \lambda _{1}\leq \lambda _{2}\leq \cdots \leq \lambda _{n}} — власні значення матриці {\displaystyle M}.
Оскільки {\displaystyle \{{\boldsymbol {v}}_{i}\}} утворюють ортонормований базис, то будь-який вектор {\displaystyle {\boldsymbol {x}}} можна виразити в цьому базисі як
{\displaystyle {\boldsymbol {x}}=\sum _{i}{\boldsymbol {v}}_{i}^{\rm {T}}{\boldsymbol {x}}{\boldsymbol {v}}_{i}.}
Спосіб довести цю формулу досить простий.
А саме,
{\displaystyle {\begin{aligned}{\boldsymbol {v}}_{j}^{\rm {T}}\sum _{i}{\boldsymbol {v}}_{i}^{\rm {T}}{\boldsymbol {x}}{\boldsymbol {v}}_{i}&=\sum _{i}{\boldsymbol {v}}_{i}^{\rm {T}}{\boldsymbol {x}}{\boldsymbol {v}}_{j}^{\rm {T}}{\boldsymbol {v}}_{i}\\&={\big (}{\boldsymbol {v}}_{j}^{\rm {T}}{\boldsymbol {x}}{\big )}{\boldsymbol {v}}_{j}^{\rm {T}}{\boldsymbol {v}}_{j}\\&={\boldsymbol {v}}_{j}^{\rm {T}}{\boldsymbol {x}}\end{aligned}}}
оцінює відношення Релея відносно {\displaystyle {\boldsymbol {x}}}:
{\displaystyle {\begin{aligned}{\boldsymbol {x}}^{\rm {T}}M{\boldsymbol {x}}&=\left(\sum _{i}{\big (}{\boldsymbol {v}}_{i}^{\rm {T}}{\boldsymbol {x}}{\big )}{\boldsymbol {v}}_{i}\right)^{\rm {T}}M\left(\sum _{j}{\big (}{\boldsymbol {v}}_{j}^{\rm {T}}{\boldsymbol {x}}{\big )}{\boldsymbol {v}}_{j}\right)\\&=\left(\sum _{i}{\big (}{\boldsymbol {v}}_{i}^{\rm {T}}{\boldsymbol {x}}{\big )}{\boldsymbol {v}}_{i}^{\rm {T}}\right)\left(\sum _{j}{\big (}{\boldsymbol {v}}_{j}^{\rm {T}}{\boldsymbol {x}}{\big )}{\boldsymbol {v}}_{j}\lambda _{j}\right)\\&=\sum _{i,j}{\big (}{\boldsymbol {v}}_{i}^{\rm {T}}{\boldsymbol {x}}{\big )}{\boldsymbol {v}}_{i}^{\rm {T}}{\big (}{\boldsymbol {v}}_{j}^{\rm {T}}{\boldsymbol {x}}{\big )}{\boldsymbol {v}}_{j}\lambda _{j}\\&=\sum _{j}{\big (}{\boldsymbol {v}}_{j}^{\rm {T}}{\boldsymbol {x}}{\big )}{\big (}{\boldsymbol {v}}_{j}^{\rm {T}}{\boldsymbol {x}}{\big )}\lambda _{j}\\&=\sum _{j}{\big (}{\boldsymbol {v}}_{j}^{\rm {T}}{\boldsymbol {x}}{\big )}^{2}\lambda _{j}\leq \lambda _{n}\sum _{j}{\big (}{\boldsymbol {v}}_{j}^{\rm {T}}{\boldsymbol {x}}{\big )}^{2}\\&=\lambda _{n}{\boldsymbol {x}}^{\rm {T}}{\boldsymbol {x}},\end{aligned}}}
де в останньому рядку використано рівність Парсеваля.
Отже, отримуємо
{\displaystyle {\frac {{\boldsymbol {x}}^{\rm {T}}M{\boldsymbol {x}}}{{\boldsymbol {x}}^{\rm {T}}{\boldsymbol {x}}}}\leq \lambda _{n},}
а тому відношення Релея завжди менше за {\displaystyle \lambda _{n}}.

## Зовнішні посилання
- Evans M. Harrell II: A Short History of Operator Theory
- Gregory H. Moore (1995). The axiomatization of linear algebra: 1875-1940. Historia Mathematica. 22 (3): 262—303. doi:10.1006/hmat.1995.1025.
- Steen, L. A. (April 1973). Highlights in the History of Spectral Theory. The American Mathematical Monthly. 80 (4): 359. doi:10.2307/2319079.